# Clare West
Clare West (Kansas, 10 maggio 1889 – San Diego, 1º agosto 1980) è stata una costumista statunitense.
Lavorò all'epoca del cinema muto. Era conosciuta anche con il nome di Claire West.

## Biografia
Iniziò la sua carriera cinematografica con D.W. Griffith, lavorando (non accreditata) per La nascita di una nazione e per Intolerance. Dopo questa esperienza, nel 1919 passò a lavorare per Cecil B. DeMille per cui disegnerà una decina di film fino al 1925, quando, dopo La strega di York, si ritirerà. Tra gli altri registi con cui Clare West collaborò, ci sono i nomi di Frank Borzage, James Cruze e Frank Lloyd.

## Filmografia

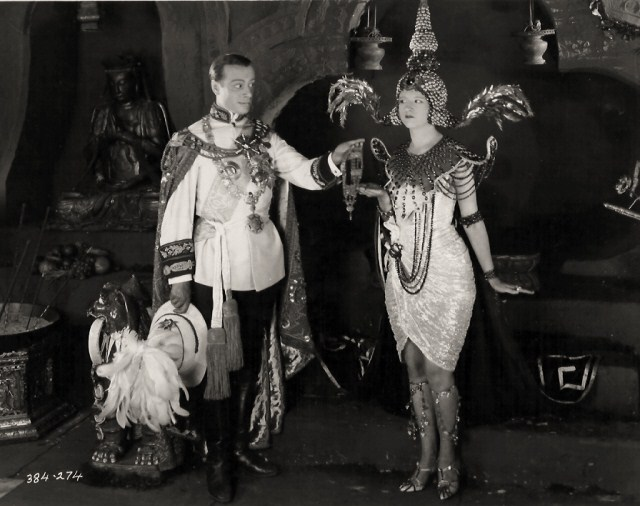
John Davidson e Mildred Harris in Fool's Paradise (1921)

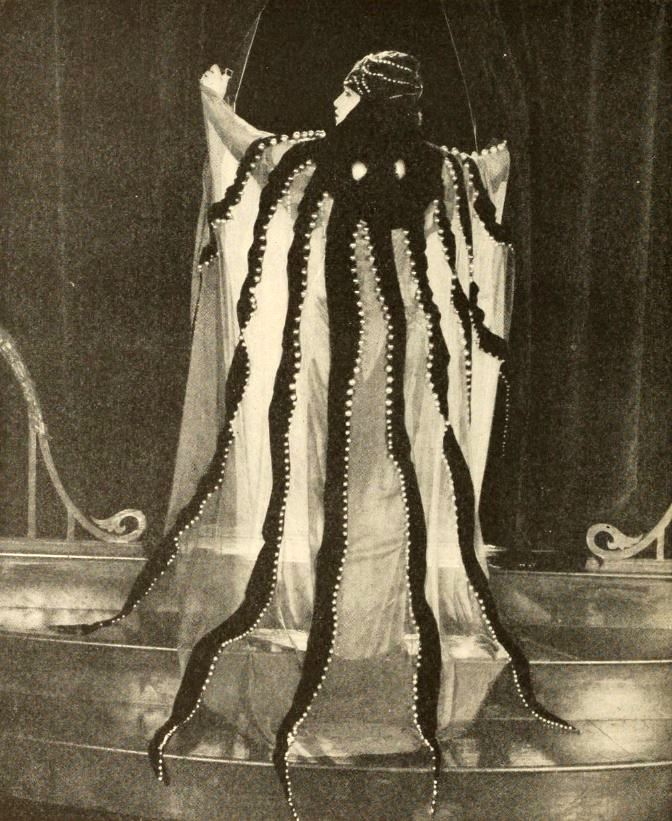
Uno dei più noti costumi disegnati da Clare West, quello per Bebe Daniels in Fragilità, sei femmina! (1921)

La filmografia, secondo IMDb, è completa.
- La nascita di una nazione (The Birth of a Nation), regia di D.W. Griffith (1915)
- Intolerance, regia di David W. Griffith (1916)
- Dust of Desire, regia di Perry N. Vekroff (1919)
- Maschio e femmina (Male and Female), regia di Cecil B. DeMille (1919)
- Perché cambiate moglie? (Why Change Your Wife?), regia di Cecil B. DeMille (1920)
- Something to Think About, regia di Cecil B. DeMille (1920)
- Forbidden Fruit, regia di Cecil B. DeMille (1921)
- Fragilità, sei femmina! (The Affairs of Anatol), regia di Cecil B. DeMille (1921)
- Paradiso folle (Fool's Paradise), regia di Cecil B. DeMille (1921)
- La coppia ideale (Saturday Night), regia di Cecil B. DeMille (1922)
- La corsa al piacere (Manslaughter), regia di Cecil B. DeMille (1922)
- Triste presagio (Bella Donna), regia di George Fitzmaurice (1923)
- Ashes of Vengeance, regia di Frank Lloyd (1923)
- Hollywood, regia di James Cruze (1923)
- Adam's Rib, regia di Cecil B. DeMille (1922)
- I dieci comandamenti (The Ten Commandments), regia di Cecil B. DeMille (1923)
- Più forte dell'odio (The Song of Love), regia di Chester M. Franklin e Frances Marion (1923)
- Secrets, regia di Frank Borzage (1924)
- The Goldfish, regia di Jerome Storm (1924)
- La palla n. 13 (Sherlock Jr.), regia di Buster Keaton (1924)
- Venduta (For Sale), regia di George Archainbaud (1924)
- Flirting with Love, regia di John Francis Dillon (1924)
- In Every Woman's Life, regia di Irving Cummings (1924)
- Il navigatore (The Navigator), regia di Buster Keaton e Donald Crisp (1924)
- Il letto d'oro (The Golden Bed), regia di Cecil B. DeMille (1925)
- Lady, una vera signora (The Lady), regia di Frank Borzage (1925)
- La strega di York (The Road to Yesterday), regia di Cecil B. DeMille (1925)

### Attrice
- Hollywood, regia di James Cruze (1923)